# Neustadt an der Aisch
Neustadt an der Aisch (Neustadt/A.) là một đô thị ở huyện Neustadt (Aisch)-Bad Windsheim bang Bayern thuộc nước Đức.

## Thành phố kết nghĩa
|  | - Montespertoli (Ý), since 1992 - Hino (Nhật Bản), since 1997 - Hluboká nad Vltavou (Frauenberg) (Cộng hòa Séc), since 1997 - Lipik (Croatia), since 1998 - Member of the working group Neustadt in Europa, in which 34 towns (in August-2005) with the name "Neustadt" from Germany, Austria, Hungaria, Czech Republic and Slovakia confederate. |